# Lactarius acrissimus
Lactarius acrissimus é um fungo que pertence ao gênero de cogumelos Lactarius na ordem Russulales. Encontrado no Benim, foi primeiramente descrito cientificamente por Verbeken e Van Rooij em 2003.